# 三菱・PX33
PX33は、後に三菱自動車工業の前身となる三菱重工業によって製造された試作乗用車である。

## 概要

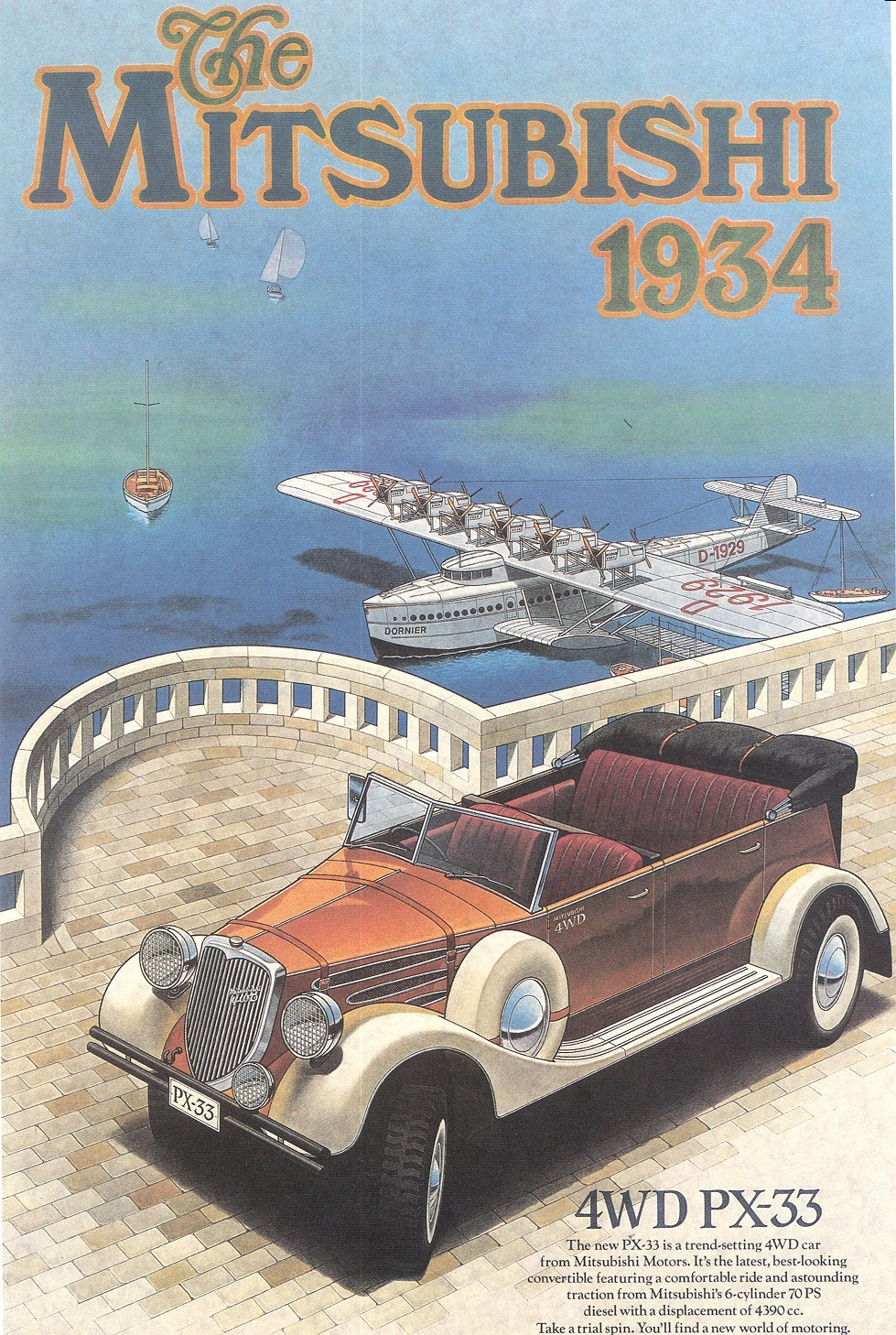
背景にドルニエ Do Xが描かれた広告ポスター。レトロイメージで1980年代に描き起こされたもの。

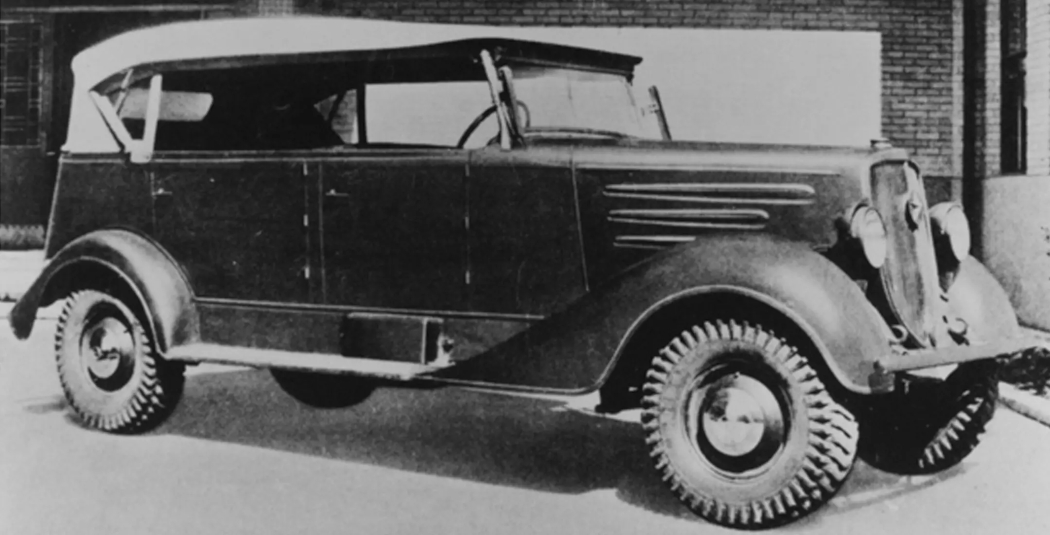
1936年プロトタイプ

1934年に当時の陸軍自動車学校から軍用車両「野戦指揮官用全輪起動乗用車」として委託され、量産車を除けば四輪駆動（フルタイム4WD）を搭載した初の日本製セダンである。50年後にはモータースポーツでの成功を求めてこの車両と技術を復活させることになる。

## 開発史
- 1935年（昭和10年） - 陸軍自動車学校の内示を受けて四輪駆動乗用車PSF33型を試作。陸軍が保有していたフランスのベルリエ（フランス語版）社製六輪乗用車を分解スケッチして四輪に改めたもので、三菱重工業神戸造船所で開発したS6型ガソリンエンジンを搭載した[7]。
- 1936年（昭和11年）

- 1937年（昭和12年）7月 - PX33型の第一次生産車として4台を製作[7][2]。

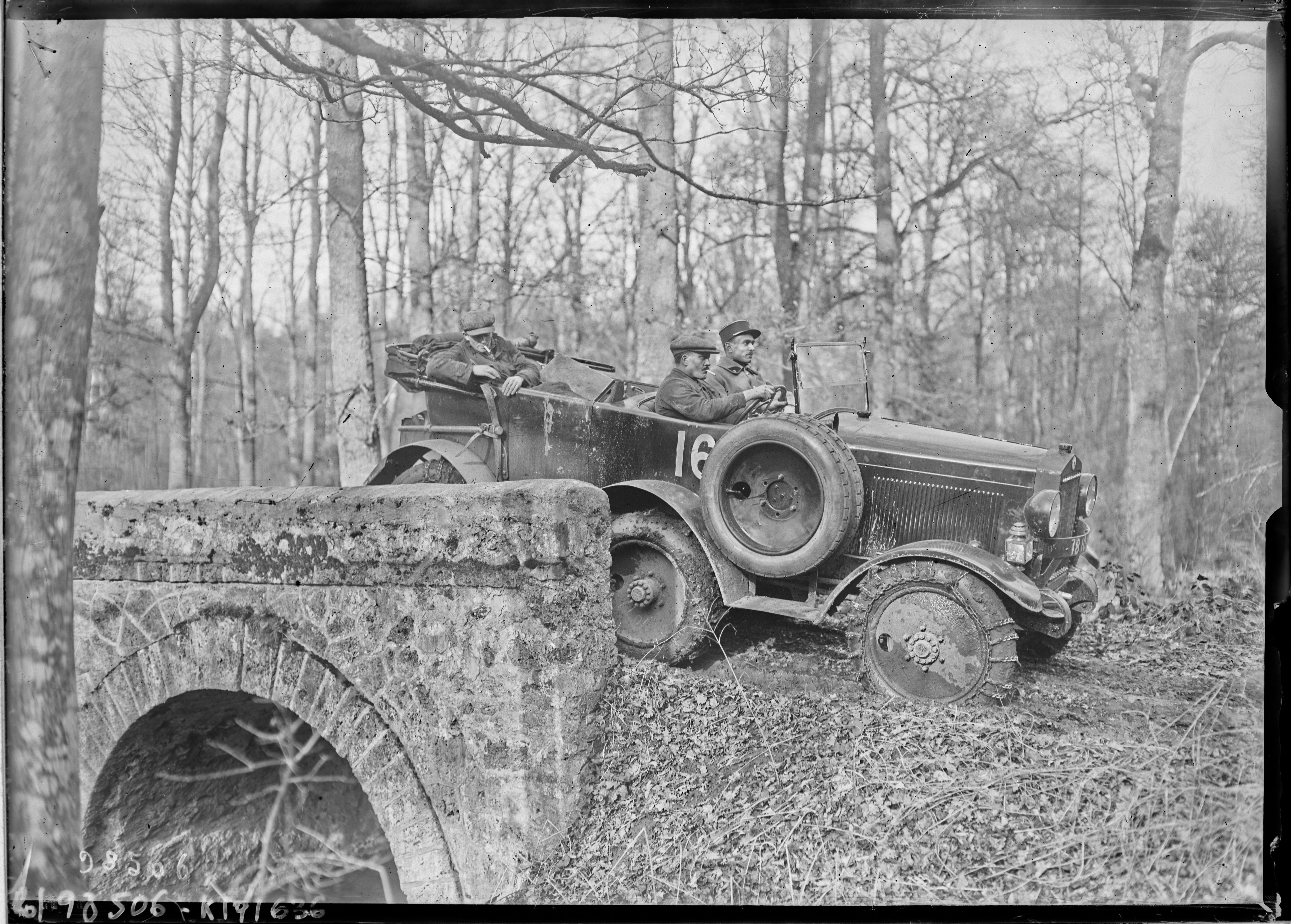
開発にあたり参考とされたベルリエ社製全輪機動六輪乗用車

日本初の直噴ディーゼルエンジンである三菱の6.7リットル、70 PS (51 kW; 69 hp) 445AD型エンジンを搭載した車両が開発されていた。
しかし政府が三菱に対して、トラックとバスといった商業開発に製造能力を優先すると決定したことや、三菱本社側でも次期尚早との意見も多かったことからPX33プロジェクト全体は1937年に中止された。指揮官用としては1938年に東京自動車工業（いすゞ自動車）のJC型が「九八式四輪起動乗用車」として制式化され、 同じ頃「くろがね」ブランドを立ち上げたばかりの日本内燃機が、九五式小型乗用車と呼ばれる小型四輪駆動車の生産を開始した。

## 構造
この車両は7人乗りのツーリングカーで、サイドウィンドウとリアウィンドウのない幌型フェートンボディが架装された。ヒンジ式トップの天板は布製で、リボンが付いており、両側は後部のV字型支柱と前部の2本のI字型支柱で支えられている。フロントガラスは固定されていて、上部まで届いている。車内の側壁は車高の半分まで閉じられ、残りは開放されている。2つの前面ドア（スーサイドドア）によって搭乗が簡単にできる構造を採用している。
フェンダーはそれぞれ車両の側面全体に広がっている。車輪の上はほぼ半円状に曲がり、側面に向かって丸みを帯びていた。前輪の後ろではフェンダーがそれぞれ延長されており、車輪のクリアランスも十分に確保されている。また、側面にスペアタイヤを備えられる。ドアパネルが面する中央部分では、フェンダーを水平トレッドとして設計し、より乗り降りしやすい造りである。
エンジンはフロント側のロングノーズのエンジンルームに搭載された。計画されていた445AD型ディーゼルエンジンについては、このエンジンを搭載した車両か、直列6気筒の三菱650ADディーゼルエンジンを搭載した車両かは不明である。動力伝達は四輪駆動で行われ、当時としては優れたオフロード性能を発揮した。フロントには大型のラジエーターグリルが取り付けられ、中央は垂直のスチールリブで補強された。冷却するための空気は、底部が開いて突き出た泥除けを備えた両側の3つの換気スロットから取り込まれる。バンパーはサイドプラグ付きの鋼管で構成されていた。
右ハンドルとして設計され、運転手は左側通行の決まりに従って右側に座る。外側には、運転席側のランニングボードに小さな工具入れがあった。助手席側には、外側にスペアタイヤが取り付けられていた。車両の後部やトランクの詳細は不明である。

## 機構

### エンジン
レプリカがパジェロのプロモーションとして作られたこともあり、三菱自動車はディーゼルエンジン搭載をアピールしている。しかしディーゼル説の初出となった『日本自動車工業史稿 第3』（1969年）273ページでは「実はディーゼル車であったという話である」「まだ自動車用ディーゼル機関の開発期ではなかったが」という曖昧な伝聞に留まり、『三菱重工業株式会社史写真集』（1954年）では70馬力ガソリン機関、『三菱自動車工業株式会社史』（1993年）では軍制式のX型エンジンとなっている。X型ガソリンエンジンは商工省標準形式自動車のもので、開発はスミダの東京石川島造船所であった。

### 四輪駆動
駆動と操舵を同時に行う四輪駆動車において、最も製作が難しい前輪のユニバーサルジョイントはアメリカから輸入したツェッパ・ジョイントを使用していた。また、四輪駆動は直結式で、アウディ・クワトロに始まる後年のフルタイム四駆とは意味合いが異る。余談だが三菱自動車が市販車にセンターデフ式フルタイム四駆を採用したのは1987年発表のギャランVR-4が最初で、マツダ・ファミリアによる国産車初採用（1985年1月）で巻き起こったブームに対して遅れを取っていた。

## レプリカ
試作機は日中戦争で使うために満州に送られたといわれており、当時の実車はすでに残っていないが、1988年に三菱自動車の協力を得てフランスのソノート社がパジェロをベースにレプリカ車を製作した。
そのうちの1台は純粋な展示品としてデザインされ、細かな違いはあれど1934年のプロトタイプの外観をほぼ踏襲したものである。

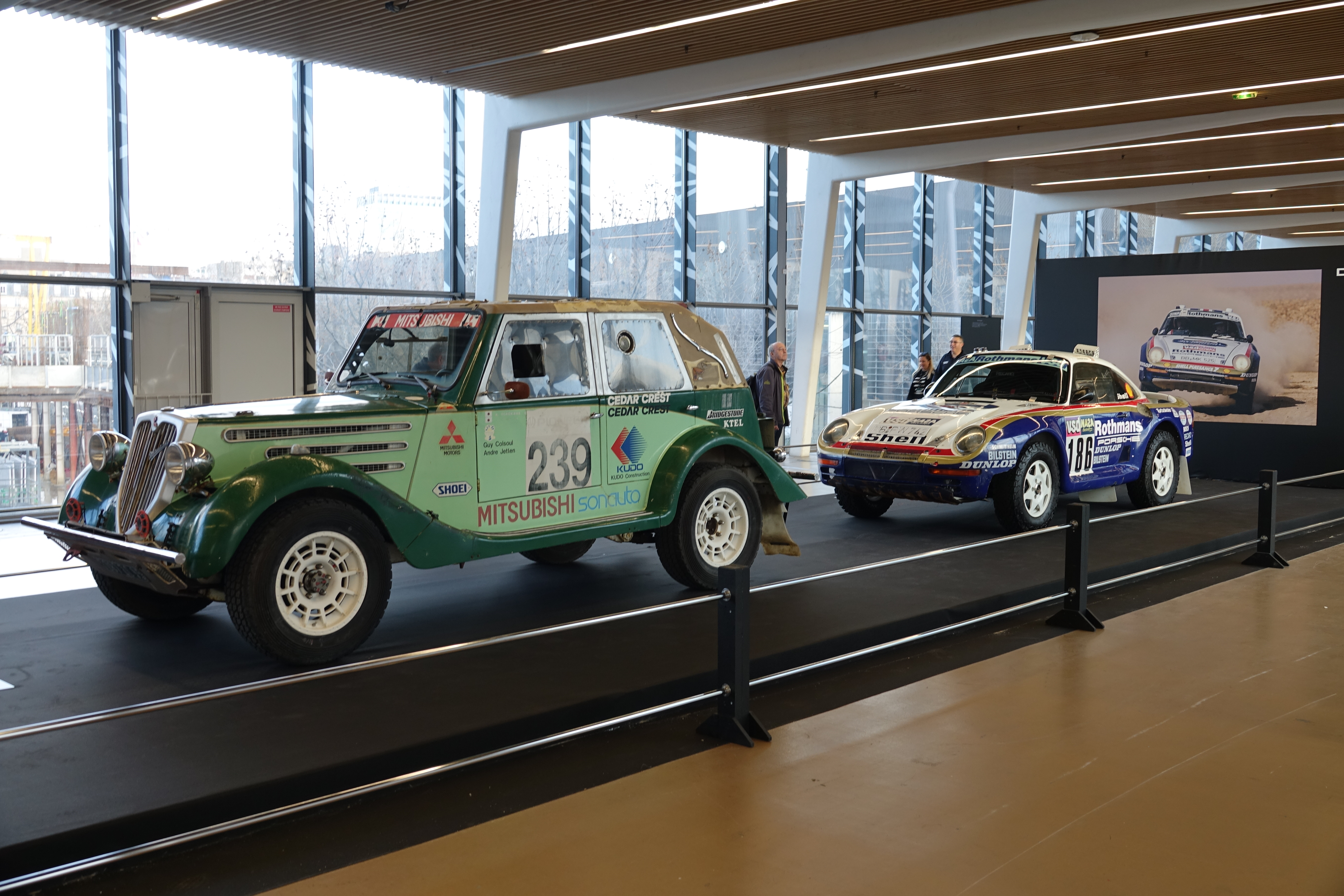
パリのヒストリックカーイベント、レトロモビル2024に展示されたパリ・ダカールラリー出場車（左）

あとの数台は競技車両として特別に製作された。オリジナルとは大きく異なりBピラーが追加され、金属製の屋根が備わっているが、幌型フェートンの幌を閉じた姿に似せてデザインされた。こちらは第12回から第14回パリ・ダカールラリーに参戦し、1990年に片山敬済/横川啓二組、1991年、1992年に横川啓二/赤尾文夫組によって完走を果たした。
またPX33は、4代目パジェロの発売時に三菱のマーケティングツールとして改めて注目を集めた。 PX33と同社の最新のスポーツ・ユーティリティ・ビークルとの歴史的および技術的なつながりにより、2006年9月のパリモーターショーでは両車が並べて展示された。